# Гор, Кристофер
Кристофер Гор (англ. Christopher Gore; 21 сентября 1758, Waltham, Массачусетс — 1 марта 1827) — американский юрист, дипломат и политик.

## Биография
Гор посещал Бостонскую латинскую школу, а затем учился в Гарвардском колледже. Затем он принял участие в Американской революции. После войны он работал юристом в Бостоне, и женился в 1785 году на Ребекке Амори Пайен, дочери богатого купца.
Гор был членом Палаты представителей, нижней палаты законодательного органа штата в 1788—1789 годах, в 1808 президент США Джордж Вашингтон назначил Гора прокурором федерального правительства в Массачусетсе, прокурором штата Массачусетс. Он был первым в этой должности, которую занимал в 1789—1796 годах. Затем он работал в качестве дипломата в Великобритании 1796—1804. Он был Временным Поверенным США в Лондоне в 1803−1804 годах.
Гор был членом Сената штата 1806—1807 и губернатора штата Массачусетс в 1809—1810 годах. Он был членом сената США в 1813—1816 годах.
Похоронен на кладбище Гранари в Бостоне.